# Hallsberg, Sjöbo kommun

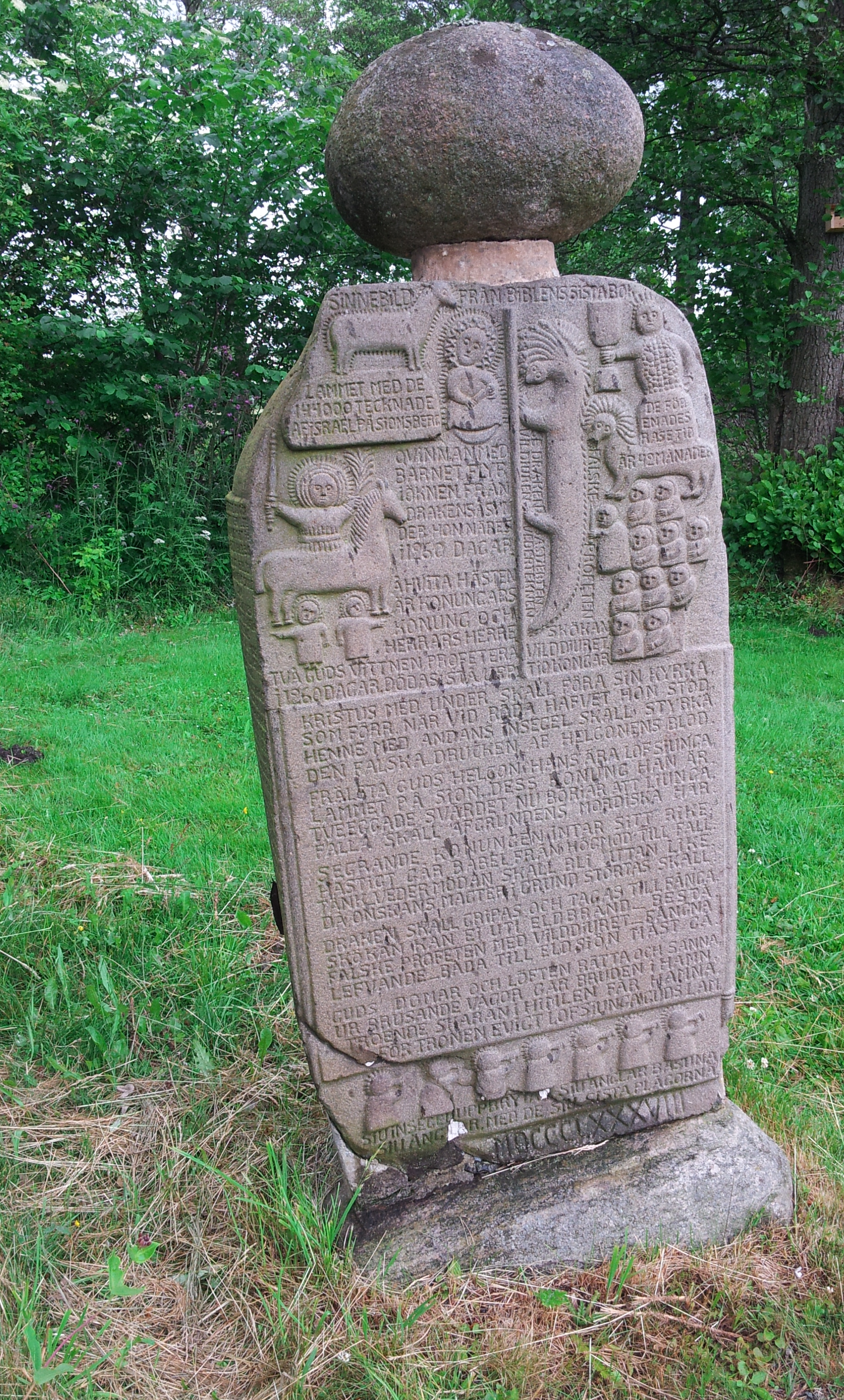
En av Hallsbergs stenar.

Hallsberg är en gård i Sjöbo kommun i Sverige. Gården låg från början i byn Heinge, men flyttades till sin nuvarande plats 1825 i och med skiftesreformen. Sedan dess har fyra generationer i släkten Nilsson verkat på gården. Gården har en vattenkvarn med en undantagsbostad.
Vid gården har Nils Nilsson fram till sin död 1896 huggit 13 ovanligt formade stenar med bilder och texter. Dessa berättar att hans livsfilosofi och bibeltrogenhet.
I början av 1970-talet donerades gården till Färs Härads hembygdsförening och gjordes om till museum.